# Sjasstroj
Sjasstroj (Russisch: Сясьстрой; Fins: Säsjoki) is een Russische stad in de oblast Leningrad, gelegen op 140 kilometer ten oostnoordoosten van Sint-Petersburg. Het ligt vlak bij de monding van de rivier Sjas, niet ver van de kust van het Ladogameer. Het heeft ongeveer 13.500 inwoners (gegevens van de stad in 2007).
Voor 1926 bevond zich op de plek de buurtschap Nosok (Носок). Toen er in 1926 een grote papiermolen werd gebouwd en in gebruik werd genomen, ontstond de nederzetting met stedelijk karakter Sjasstroj. De fabriek bestaat nog steeds en produceert met name karton en cellulose.
Tijdens en na de Tweede Wereldoorlog was er in de buurt van Sjasstroj een speciaal concentratiekamp voor etnische Duitsers.
Sinds 1992 heeft Sjasstroj stadstatus.
Bestuurlijk centrum: Sint-Petersburg (geen onderdeel van de oblast)

Steden: Boksitogorsk · Gatsjina · Ivangorod · Kamennogorsk · Kingisepp · Kirisji · Kirovsk · Kommoenar · Ljoeban · Lodejnoje Pole · Loega · Nikolskoje · Novaja Ladoga · Otradnoje · Pikaljovo · Podporozje · Primorsk · Priozersk · Sertolovo · Sjasstroj · Sjlisselburg · Slantsy · Sosnovy Bor · Svetogorsk · Tichvin · Tosno · Volchov · Volosovo · Vsevolozjsk · Vyborg · Vysotsk

Stedelijke districten: Sosnovy Bor

Gemeentelijke districten: Boksitogorski · Gatsjinski · Kingiseppski · Kirisjski · Kirovski · Lodejnopolski · Loezjski · Lomonosovski · Podporozjski · Priozerski · Slantsevski · Tichvinski · Tosnenski · Volchovski · Volosovski · Vsevolozjski · Vyborgski